# بطولة العالم للنبالة 2019
عقدت بطولة العالم للنبالة 2019 في هيرتوجنبوش ، هولندا خلال الفترة من 10 يونيو إلى 16 يونيو 2019.   وتعتبر البطولة بمثابة تصفيات لدورة طوكيو للألعاب الأولمبية 2020.

## ملخص الميداليات

### قوس منحني
| حدث        | الذهبية                                                       | الفضية                                                        | البرونزية                                                       |
| ---------- | ------------------------------------------------------------- | ------------------------------------------------------------- | --------------------------------------------------------------- |
| رجال فردي  | برادي إليسون · الولايات المتحدة                               | Khairul Anuar Mohamad · ماليزيا                               | Ruman Shana · بنغلاديش                                          |
| سيدات فردي | Lei Chien-ying · تايبيه الصينية                               | Kang Chae-young · كوريا الجنوبية                              | تشوي مي-سن · كوريا الجنوبية                                     |
| فريق رجال  | الصين · Ding Yiliang · Feng Hao · Wei Shaoxuan                | الهند · Atanu Das · Pravin Ramesh Jadhav · Tarundeep Rai      | كوريا الجنوبية · كيم وو جين · Lee Seung-yun · Lee Woo-seok      |
| فريق سيدات | تايبيه الصينية · Lei Chien-ying · Peng Chia-mao · Tan Ya-ting | كوريا الجنوبية · تشانغ هاي-جين · تشوي مي-سن · Kang Chae-young | بريطانيا العظمى · Sarah Bettles · Naomi Folkard · Bryony Pitman |
| فريق مختلط | كوريا الجنوبية · Lee Woo-seok · Kang Chae-young               | هولندا · Sjef van den Berg · Gabriela Bayardo                 | إيطاليا · Mauro Nespoli · Vanessa Landi                         |

### Compound
| Event      | الذهبية                                                     | الفضية                                                      | البرونزية                                               |
| ---------- | ----------------------------------------------------------- | ----------------------------------------------------------- | ------------------------------------------------------- |
| رجال فردي  | James Lutz · الولايات المتحدة                               | Anders Faugstad · النرويج                                   | Kim Jong-ho · كوريا الجنوبية                            |
| سيدات فردي | Natalia Avdeeva · روسيا                                     | Paige Pearce · الولايات المتحدة                             | Jyothi Surekha Vennam · الهند                           |
| فريق رجال  | كوريا الجنوبية · Choi Yong-hee · Kim Jong-ho · Yang Jae-won | تركيا · Süleyman Araz · Evren Çağıran · Muhammed Yetim      | هولندا · Peter Elzinga · Sil Pater · Mike Schloesser    |
| فريق سيدات | تايبيه الصينية · Chen Li-ju · Chen Yi-hsuan · Huang I-jou   | الولايات المتحدة · Cassidy Cox · Paige Pearce · Alexis Ruiz | الهند · Raj Kaur · Muskan Kirar · Jyothi Surekha Vennam |
| فريق مختلط | كوريا الجنوبية · Kim Jong-ho · So Chae-won                  | فرنسا · Pierre-Julien Deloche · Sophie Dodemont             | تايبيه الصينية · Chen Chieh-lun · Chen Yi-hsuan         |

### جدول الميداليات
*   البلد المضيف ( هولندا)
| المرتبة | فريق             | ذهبية | فضية | برونزية | المجموع |
| ------- | ---------------- | ----- | ---- | ------- | ------- |
| 1       | كوريا الجنوبية   | 3     | 2    | 3       | 8       |
| 2       | تايبيه الصينية   | 3     | 0    | 1       | 4       |
| 3       | الولايات المتحدة | 2     | 2    | 0       | 4       |
| 4       | روسيا            | 1     | 0    | 0       | 1       |
| 4       | الصين            | 1     | 0    | 0       | 1       |
| 6       | الهند            | 0     | 1    | 2       | 3       |
| 7       | هولندا*          | 0     | 1    | 1       | 2       |
| 8       | النرويج          | 0     | 1    | 0       | 1       |
| 8       | ماليزيا          | 0     | 1    | 0       | 1       |
| 8       | تركيا            | 0     | 1    | 0       | 1       |
| 8       | فرنسا            | 0     | 1    | 0       | 1       |
| 12      | إيطاليا          | 0     | 0    | 1       | 1       |
| 12      | بنغلاديش         | 0     | 0    | 1       | 1       |
| 12      | بريطانيا العظمى  | 0     | 0    | 1       | 1       |
| المجموع | المجموع          | 10    | 10   | 10      | 30      |

## روابط خارجية
- الموقع الرسمي